# Jordbävningen i Peru 2007
Jordbävningen i Peru 2007 (spanska: Terremoto del Perú de 2007) var en stark jordbävning som slog till mot den centrala kusten i Peru den 15 augusti 2007 klockan 23:40:57 UTC (18:40:57 lokal tid)  och varade i cirka två minuter. Hypocentrum låg 150 kilometer sydsydost från Lima  på ett djup av 39 kilometer . United States Geological Survey National Earthquake Information Center rapporterade att det var en stark jordbävning, uppmätt till 8,0 på momentmagnitudskalan .
Tsunamivarning utlöstes för Peru, Ecuador, Chile och Colombia efter jordbävningen , men avbröts senare . Tsunamivarning gjordes även för Panama och Costa Rica, och larm planerades även utlösas i Nicaragua, Guatemala, El Salvador, Mexiko och Honduras. Alla dessa larm avbröts efter att en 10 inch (25,4 centimeter) tsunami spolades upp mot stränderna.
Orterna Ica, Pisco och Chincha Alta drabbades mest , men jordbävningen drabbade också orterna Pucallpa, Iquitos, Contamana, Trujillo, Cajamarca och Lima, där jordskalvet krossade fönsterrutor i centrum. Fyra människor dog då en kyrkobyggnad i Ica kollapsade. Människorna hade sökt sig till kyrkobyggnaden för att söka skydd.
Minst 514 människor omkom och 1 090 skadades .